# Steve Hood
Steven Lamarr Hood, (nacido el 04 de abril de 1968 en  Gilroy, California) es un exjugador de baloncesto estadounidense. Con 1.96 de estatura, su puesto natural en la cancha era el de alero.

## Trayectoria
- DeMartha Catholic High School
- Universidad de Maryland (1986-1988)
- Universidad de James Madison (1989-1991)
- Rockford Lightning (1991)
- Canberra Cannons (1992)
- Peñas Huesca (1993-1994)
- Shreveport Crawdads (1994-1995)
- JDA Dijon (1995)
- Shreveport Storm (1995)
- Fort Wayne Fury (1995-1996)
- Ampelokipi Atenas (1996)
- NKK SeaHawks (1996-1997)
- Bnei HaSharon (1997-1998)
- Maccabi Haifa (1998-1999)
- Ironi Ramat Gan (1999-2000)
- Club Baloncesto Granada (2000-2001)